# Geolycosa liberiana
Geolycosa liberiana este o specie de păianjeni din genul Geolycosa, familia Lycosidae, descrisă de Roewer, 1960.
Este endemică în Liberia. Conform Catalogue of Life specia Geolycosa liberiana nu are subspecii cunoscute.